# Nik Kapun
Nik Kapun (Lubiana, 9 gennaio 1994) è un calciatore sloveno, centrocampista del Krka.

## Carriera

### Club
Ha giocato nella prima divisione slovena ed in quella lettone.

### Nazionale
Ha giocato nella nazionale slovena Under-21.

## Palmarès

### Club

#### Competizioni nazionali
- Campionato sloveno: 2

Olimpia Lubiana: 2015-2016, 2017-2018
- Coppa di Slovenia: 3

Olimpia Lubiana: 2017-2018, 2018-2019, 2020-2021